# Dieselelektrisk
Dieselelektrisk, henviser til en metode og system, til produktion af elektricitet, hvor et aggregat bestående/ sammenbygget af en dieselmotor, en kobling og en generator, som er placeret på et fundament.

## Anvendelsesområder for aggregater af denne art
- Mindre elektricitetsværker hvor den producerede elektricitet videresendes til relevante forbrugere.
- Nødgeneratoranlæg på sygehuse og andre for samfundet vigtige virksomheder, som skal fungere trods nedbrud på elnettet.
- Elektriske lokomotiver hvor produceret elektricitet anvendes i elektromotorer, som driver hjulsættene.
- Dieselelektriske skibe hvor produceret elektricitet anvendes i elektromotorer, som driver fartøjets propeller.
- Hjælpe- og nødaggregater på skibe til elforsyning på fartøjet.

| Energi | Spire Denne artikel om produktion, distribution og forbrug af energi er en spire som bør udbygges. Du er velkommen til at hjælpe Wikipedia ved at udvide den. |